# Cerkiew Soboru Matki Bożej w Dyniskach
Cerkiew Soboru Matki Bożej – cerkiew greckokatolicka, która znajdowała się w Dyniskach, użytkowana po 1947 przez parafię rzymskokatolicką, zniszczona w pożarze w 1987 i rozebrana.

## Historia
Cerkiew unicka w Dyniskach istniała już w 1766. W 1801 na jej miejsce przeniesiona została nowa świątynia, według tradycji pochodząca ze Szletyna i wzniesiona tam w XVIII w. Obiekt został gruntownie wyremontowany w latach 1943–1944. Po wysiedleniach ludności ukraińskiej w 1947 budynek został przekazany parafii rzymskokatolickiej i był odtąd użytkowany jako kościół, od 1977 – parafialny. W 1987 świątynia spłonęła. Na jej miejscu wzniesiono kościół św. Antoniego, który został konsekrowany 23 sierpnia 1992 roku (zob. parafia św. Antoniego w Dyniskach).

## Architektura
Budynek cerkwi był orientowany, drewniany, na podmurówce z polnych kamieni, trójdzielny. Prezbiterium świątyni było trójbocznie zamknięte. Nawa cerkiewna była wyższa i szersza od pomieszczenia ołtarzowego, nad nią zlokalizowana była ośmiopołaciowa kopuła na wysokim bębnie. Kopułę wieńczyła latarnia z cebulastym hełmem.
W cerkwi znajdowały się dwa zabytkowe tabernakula oraz unickie ikony z XVII–XVIII w., przedstawiające Boże Narodzenie, Ucieczkę do Egiptu, św. Antoniego z Padwy, Pietę. W świątyni przechowywano także obrazy przeniesione z kościoła w Uhnowie: Ecce Homo, Ukrzyżowanie i Świętą Rodzinę. Z kościoła w Uhnowie pochodziły także dwa barokowe krucyfiksy oraz rzeźba św. św. Piotra i Pawła. Młodsze były dwa dziewiętnastowieczne krucyfiksy, także unickiego pochodzenia, z XIX w. Fragmenty cerkiewnego ikonostasu i inne ikony pierwotnie czczone w świątyni były przechowywane na plebanii.
W sąsiedztwie świątyni znajdowała się murowana i tynkowana dzwonnica typu parawanowego z trzema otworami dzwonowymi, kryta czterospadowym dachem.